# Градина (Калиновик)
Градина је насељено мјесто у општини Калиновик, Република Српска, БиХ. Према попису становништва из 1991. у насељу је живјело 111 становника. Према попису становништва из 2013. у насељу је живјело 78 становника. Кроз насеље пролази пут Невесиње-Калиновик.

## Географија
Село се налази испод брда Градина, а селом доминира планина Трескавица.

## Историја
Изнад села, на брду Градина, налази се тврђава из аустроугарског доба.

## Становништво
Према попису становништва из 1991. године, мјесто је имало 111 становника.
| Националност | 1991. |
| Срби         | 105   |
| Муслимани    | 6     |
| Укупно       |       |

| Демографија | Демографија | Демографија |
| Година      | Становника  | Становника  |
| ----------- | ----------- | ----------- |
| 1961.       | 122         |             |
| 1971.       | 94          |             |
| 1981.       | 81          |             |
| 1991.       | 110         |             |
| 2013.       | 78          |             |